# Adlergasse 2 (Widdern)

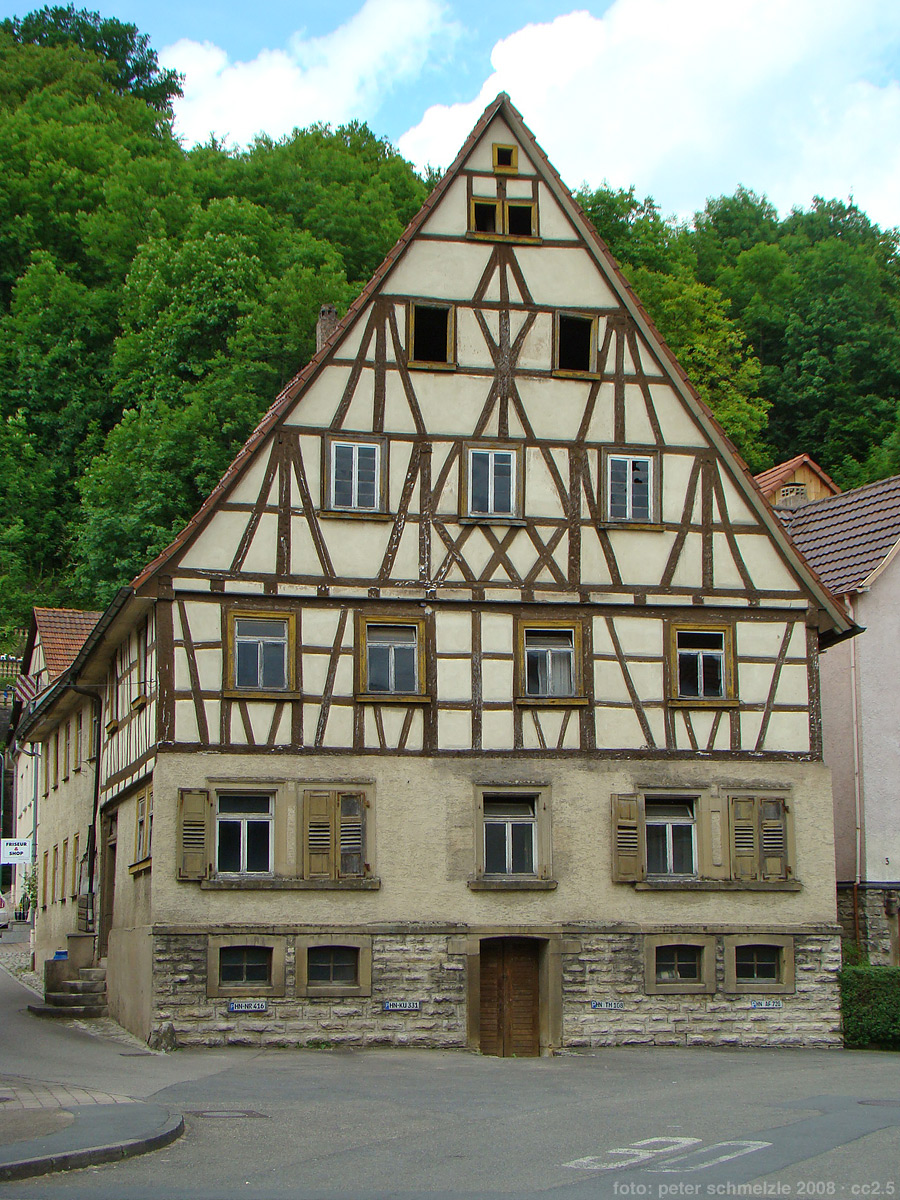
Haus Adlergasse 2 in Widdern (2006)

Das Gebäude Adlergasse 2 in Widdern, einer Stadt im Landkreis Heilbronn in Baden-Württemberg, wurde im Kern im 16. Jahrhundert errichtet. Das ehemalige Gasthaus Zum Adler und heutiges Wohnhaus ist ein geschütztes Kulturdenkmal gemäß § 2 des Denkmalschutzgesetzes Baden-Württemberg.
Das zweigeschossige Fachwerkhaus mit dreigeschossigem Satteldach hat einen hohen Sockel (ehemaliger Stall und Gewölbekeller) und ein erstes Hauptgeschoss mit massivem, verputztem Mauerwerk. Das restliche Gebäude ist fachwerksichtig; im Sockel- und im Hauptgeschoss sind gekuppelte Fenster mit steinernen Gewänden aus dem 18./19. Jahrhundert vorhanden. Das für die zweite Hälfte des 16. Jahrhunderts typische Sichtfachwerkgefüge besteht aus Überblattungen und Verzapfungen. 
Hofseitig steht eine jüngere, mit dem Haupthaus verbundene Fachwerkscheune mit Gewölbekeller.
Als einem von ehemals drei historischen Gasthöfen kommt dem mit seiner hoch aufragenden Giebelfassade den ehemaligen Marktplatz dominierenden Gebäude hoher Zeugniswert zu.